# Tasso Janopoulo
Tasso Janopoulo (Alessandria d'Egitto, 16 ottobre 1897 – Parigi, 1970) è stato un pianista greco naturalizzato francese, zio di Georges Guétary.

## Biografia
Accompagnatore del celebre violonista Jacques Thibaud, ha accompagnato anche la cantante Ninon Vallin.
Nel corso della sua lunga carriera, collaborò anche con Henryk Szeryng, Paul Tortelier e Pierre Fournier.
Fu anche co-produttore di registrazioni musicali per la radio e la televisione.